# Diastylis santamariensis
Diastylis santamariensis är en kräftdjursart som beskrevs av Les Watling och Linda D. McCann 1996. Diastylis santamariensis ingår i släktet Diastylis och familjen Diastylidae.
Artens utbredningsområde är Oregon. Inga underarter finns listade i Catalogue of Life.